# Горлово (Великоустюгский район)
Горлово — деревня в Великоустюгском районе Вологодской области.
Входит в состав Шемогодского сельского поселения, с точки зрения административно-территориального деления — в Шемогодский сельсовет.
Расстояние по автодороге до районного центра Великого Устюга — 20 км, до центра муниципального образования Аристово — 10 км. Ближайшие населённые пункты — Подворские, Копылово, Рукавишниково.
По данным переписи в 2002 году постоянного населения не было.